# Crowne Plaza Glasgow
Il Crowne Plaza Glasgow è un edificio utilizzato come hotel dalla Crowne Plaza, situato nel quartiere di Finnieston a Glasgow, in Scozia.

## Descrizione
Inaugurato originariamente nel 1989, è una struttura a 4 stelle localizzata sulle rive del fiume Clyde, adiacente allo Scottish Exhibition and Conference Center (SECC) e al Clyde Auditorium.
I primi piani per l'edificio furono svelati per la prima volta nel 1984. L'associazione degli albergatori di Glasgow bloccò i piani iniziali perché ritenevano che la città non avesse più bisogno di altri alberghi, ma in seguito ha ceduto quando è stato raggiunto un accordo con la Scottish Development Agency (SDA) che avrebbe contribuito al finanziamento dei nuovi hotel.
Tuttavia, due anni più tardi scoppiarono altre polemiche quando fu rivelato che la sovvenzione della SDA per il progetto ammontava a 3,4 milioni di sterline.